# Джерма985
Джеремі Елбертсон (англ. Jeremy Elbertson, нар. 22 вересня 1985), більш відомий під своїм онлайн-псевдонімом Джерма985 (англ. Jerma985) або просто Джерма (англ. Jerma) — американський ютубер і стример, найбільш відомий своїми трансляціями на Twitch.

## Раннє життя
Джеремі народився 22 вересня 1985 року в Бостоні, штат Массачусетс і жив там до 2018 року, коли переїхав до Лас-Вегаса, штат Невада.

## Кар'єра

### Історія
Джеремі створив свій канал на YouTube Jerma985 у 2011 році Його зміст в основному був зосереджений на відеогрі Team Fortress 2.
У березні 2014 року Джеремі створив перший «Jerma Rumble», що стала щорічною традицією, яка використовувала ігри WWE 2K, щоб створювати «божевільних» персонажів і спостерігати, як вони борються в грі. У 2015 році Джерма зіграв у підробку гри Grand Theft Auto з Apple store, який на сьогоднішній день є його найпопулярнішим відео на його головному каналі.
Джерма перейшов на трансляції на Twitch у 2016 році Насьогодні, він транслює відеоігри (наприклад, The Sims), спілкуючись зі своїми глядачами в чаті. Після створення свого Twitch каналу він незабаром став добре відомий своїми «нетрадиційними стримами», які шанувальники використовували для створення своїх власних відео.
У 2019 році Джерма провів трансляцію «robot carnival», у якій використовувалися дрони, керовані глядачами. У березні 2021 року Елбертсон провів реальну археологію з палеонтологом з Наукового центру Невади. Саме на цьому потоці він «розкопав» вигадану карткову гру під назвою Grotto Beasts, яка нібито була з 1990-х років.
Пізніше того ж року, у серпні 2021 року, Джерма запустив свої реальні «Dollhouse» стріми, натхненні грою The Sims, які він описуває як свій «найбільший проект». Перший з трьох потоків вийшов в ефір 18 серпня і був представлений попередньо записаним відео, на якому Джерма вибирає собі вбрання. «Dollhouse» вирізняється високою цінністю виробництва та зусиллями, а також рівнем контролю, який глядачі могли мати на трансляції над Джеремі. У серіалі використано поєднання як візуальних ефектів, так і реального декору.

### Особисте життя
Джерма заявив, що підтримує права ЛГБТ. Він співпрацював з іншими творцями контенту, такими як Людвіг Агрен. Джерма має СДУГ.